# Teacup
Production
Diffusion
Teacup est une série télévisée américaine créée par Ian McCulloch. Elle est diffusée le 10 octobre 2024 sur Peacock. En janvier 2025, il est annoncé que la série est annulée après une saison.
Il s'agit d'une adaptation libre du roman Stinger de Robert R. McCammon.

## Synopsis
Dans un ranch isolé de la campagne géorgienne, plusieurs personnes sont forcées de se réunir pour faire face à une mystérieuse menace.

## Distribution
- Yvonne Strahovski : Maggie Chenoweth
- Scott Speedman : James Chenoweth
- Chaske Spencer : Ruben Shanley
- Kathy Baker : Ellen Chenoweth
- Boris McGiver : Donald Kelly
- Caleb Dolden : Arlo Chenoweth
- Émilie Bierre : Meryl Chenoweth
- Luciano Leroux : Nicholas Shanley

## Production

### Genèse et développement
En décembre 2022, il est annoncé que Peacock a commandé une série horrifique développée par Ian McCulloch et James Wan. E. L. Katz (en) est annoncé à la réalisation. Le titre, Teacup, est révélé en février 2024.

### Attribution des rôles
En février 2024, Yvonne Strahovski est annoncée dans le rôle de Maggie Chenoweth. Scott Speedman est annoncé le mois suivant.

### Tournage
Le tournage a lieu en juin 2024 dans l'État de Géorgie, notamment à Atlanta et à Suwanee.

### Fiche technique
Sauf indication contraire, les informations mentionnées dans cette section peuvent être confirmées par les bases de données cinématographiques IMDb et Allociné,  présentes dans la section « Liens externes ».
- Titre original : Teacup
- Réalisation : John Hyams, E. L. Katz (en), Chloe Okuno et Kevin Tancharoen
- Scénario : Zoe Cooper, Ian McCulloch, Francisca X. Hu et Michael A. O'Shea, d'après Stinger de Robert R. McCammon
- Musique : David Wingo
- Décors : Patti Podesta
- Costumes : Megan Coates
- Photographie : Jeffrey Waldron, Isaac Bauman et Ross Riege
- Montage : Josh Beal, Erica Freed et Trevor Baker
- Production : Todd Leykamp et Yvonne Strahovski

Producteurs délégués : Michael Clear, Rob Hackett, Francisca X. Hu, E. L. Katz, Robert R. McCammon, Ian McCulloch, Kevin Tancharoen et James Wan
- Sociétés de production : Parkside Baroo, Inc., Atomic Monster, Population et Universal Content Productions
- Société de distribution : Peacock (États-Unis)
- Budget : N/A
- Pays de production :  États-Unis
- Langue originale : anglais
- Format : couleur - 2.35:1 - 35 mm - son : DTS / Dolby Digital / SDDS
- Genre : horreur, science-fiction, thriller
- Classification[7] :
  - États-Unis : TV-MA

## Accueil
Sur le site d'agrégation de critiques Rotten Tomatoes, la série obtient 77% d'avis favorables et une note moyenne de 6,5⁄10. Sur le site Metacritic, qui utilise une moyenne pondérée, le film obtient la note de 54⁄100 pour 13 critiques.
La série est nommée aux Saturn Awards 2025, dans la catégorie meilleure série télévisée d'horreur.